# Suðurland
Suðurland – region Islandii, położony w południowej części kraju. Zamieszkuje go 26,5 tys. mieszk. (2018). Ośrodkiem administracyjnym regionu jest Selfoss.

## Gminy regionu
W skład regionu wchodzi 14 gmin:
| Kod  | Gmina                         | Ludność (1 stycznia 2015) | Ludność (1 stycznia 2018) | Powierzchnia (km²) |
| ---- | ----------------------------- | ------------------------- | ------------------------- | ------------------ |
| 8000 | Vestmannaeyjabær              | 4 272                     | 4 284                     | 17                 |
| 8200 | Sveitarfélagið Árborg         | 8 052                     | 8 995                     | 158                |
| 8508 | Mýrdalshreppur                | 480                       | 633                       | 755                |
| 8509 | Skaftárhreppur                | 460                       | 560                       | 6 946              |
| 8610 | Ásahreppur                    | 216                       | 247                       | 2 942              |
| 8613 | Rangárþing eystra             | 1 749                     | 1 798                     | 1 841              |
| 8614 | Rangárþing ytra               | 1 548                     | 1 610                     | 3 188              |
| 8710 | Hrunamannahreppur             | 794                       | 774                       | 1 375              |
| 8716 | Hveragerðisbær                | 2 384                     | 2 566                     | 9                  |
| 8717 | Sveitarfélagið Ölfus          | 1 885                     | 2 111                     | 737                |
| 8719 | Grímsnes- og Grafningshreppur | 431                       | 479                       | 900                |
| 8720 | Skeiða- og Gnúpverjahreppur   | 518                       | 690                       | 2 231              |
| 8721 | Bláskógabyggð                 | 961                       | 1 115                     | 3 300              |
| 8722 | Flóahreppur                   | 616                       | 644                       | 289                |
| —    | —                             | 24 811                    | 26 506                    | 24 526             |

## Miejscowości regionu
W poszczególnych miejscowościach regionu zamieszkiwała następująca liczba ludności (stan na 1 stycznia 2018):
- Selfoss (Árborg) – 7564 mieszk.,
- Vestmannaeyjar (Vestmannaeyjar) - 4284 mieszk.,
- Hveragerði (Hveragerðisbær) - 2564 mieszk.,
- Þorlákshöfn (Ölfus) - 1651 mieszk.,
- Hvolsvöllur (Rangárþing eystra) - 931 mieszk.,
- Hella (Rangárþing ytra) - 861 mieszk.,
- Stokkseyri (Árborg) - 528 mieszk.,
- Eyrarbakki (Árborg) - 526 mieszk.,
- Flúðir (Hrunamannahreppur) - 432 mieszk.,
- Vík í Mýrdal (Mýrdalshreppur) - 402 mieszk.,
- Reykholt í Biskupstungum (Bláskógabyggð) - 270 mieszk.,
- Laugarvatn (Bláskógabyggð) - 191 mieszk.,
- Kirkjubæjarklaustur (Skaftárhreppur) - 176 mieszk.,
- Laugarás (Bláskógabyggð) - 116 mieszk.,
- Borg í Grímsnesi (Grímsnes- og Grafningshreppur) - 112 mieszk.,
- Tjarnabyggð (Árborg) - 106 mieszk.,
- Sólheimar í Grímsnesi (Grímsnes- og Grafningshreppur) - 91 mieszk.,
- Árbæjarhverfi í Ölfusi (Ölfus) - 74 mieszk.,
- Brautarholt á Skeiðum (Skeiða- og Gnúpverjahreppur) - 70 mieszk.,
- Rauðalækur (Rangárþing ytra) - 68 mieszk.,
- Byggðakjarni í Þykkvabæ (Rangárþing ytra) - 59 mieszk.,
- Árnes (Skeiða- og Gnúpverjahreppur) - 53 mieszk.

W pozostałym rozproszonym osadnictwie na terenie gminy zamieszkiwało 5377 osób.